# آمون‌مسه
آمون‌مِسه یا آمنمِسه (معنای نام:زادهٔ آمون) (پادشاهی ۱۲۰۳-۱۲۰۰ (پیش از میلاد)) پنجمین فرعون از دودمان نوزدهم مصر باستان بود. او را فرزند مرنپتاه یا رامسس دوم دانسته‌اند. آگاهیهای کمی دربارهٔ او در دست است. برخی مصرشناسان بر این باورند که او غاصب تاج‌وتخت ستی دوم بوده و از پیش برای پادشاهی نامزد نشده بوده‌است.